# Liste de ponts de la Gironde
Cette liste recense les ponts du département français de la Gironde, qu’ils soient d'une longueur supérieure à 100 mètres ou franchissant les cours d’eau importants du département, ou encore présentant un intérêt architectural.

## Grands ponts
Les ouvrages de longueur totale supérieure à 100 m du département de la Gironde sont classés ci-après par gestionnaires de voies.

### Autoroute

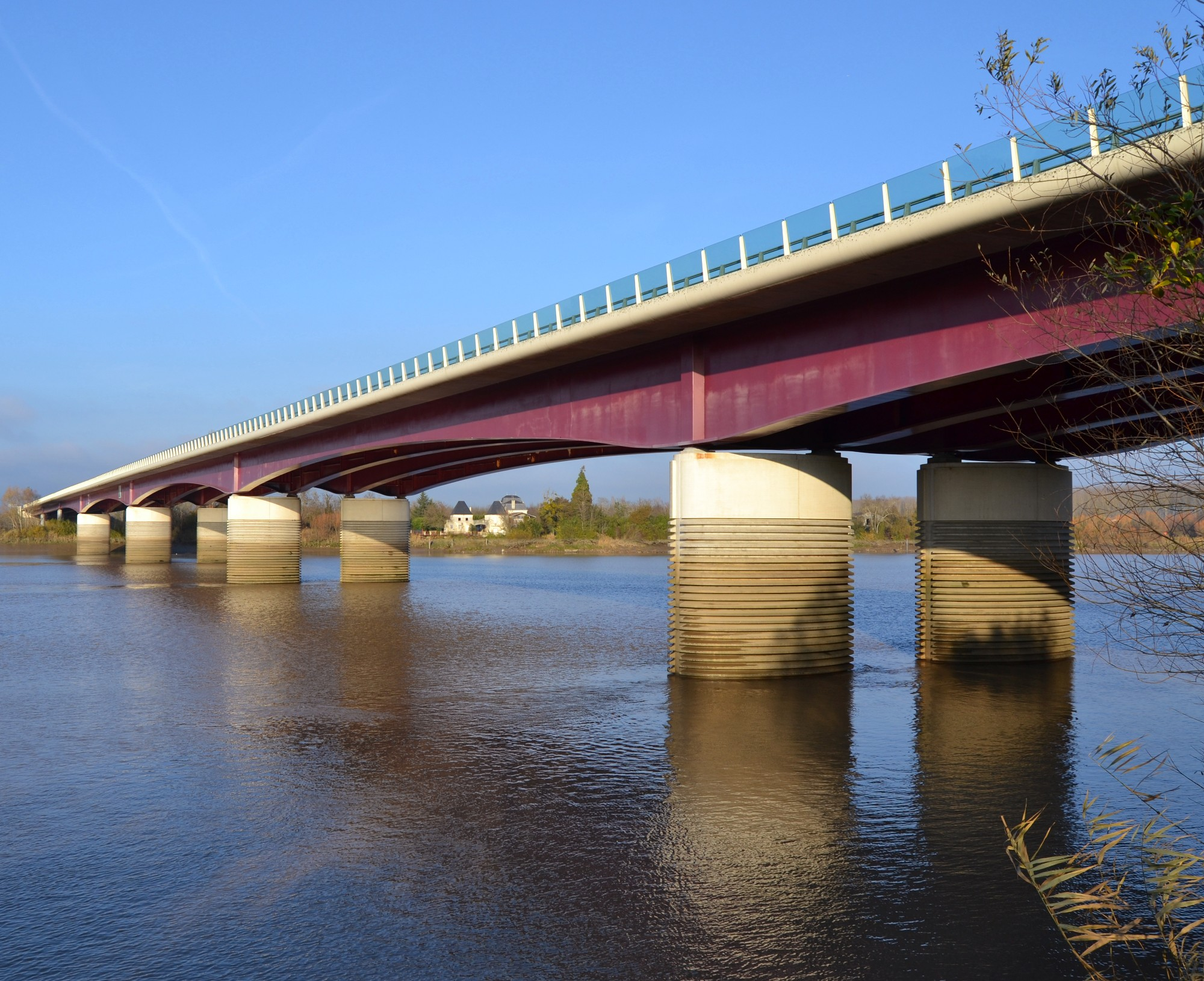
Franchissement de la Dordogne par le viaduc du Mascaret, un kilomètre à l'ouest de Libourne

- Pont d'Aquitaine, long de 1767 m sur la rocade A630.

Sur l'autoroute A89 :
- Pont autoroutier de Cubzac sur l'autoroute A10
- Viaduc des Barrails, long de 1 460 mètres[1], sur la commune d'Arveyres,
- Viaduc du Mascaret, long de 540 mètres, il franchit la Dordogne et la route départementale 670 entre Fronsac et Arveyres[2].
- Pont François-Mitterrand sur la rocade de Bordeaux.

### Routes nationales
- Pont routier de Cubzac
- Pont routier de Langon

### Routes départementales
- Pont du Rouergue
- Pont de Cadillac
- Pont de Castets-en-Dorthe

### Voies urbaines
- Pont Jacques-Chaban-Delmas, pont levant à Bordeaux inauguré en 2013.
- Pont Saint-Jean
- Pont de la Palombe
- Pont Simone-Veil

## Ponts présentant un intérêt architectural ou historique
Les ponts de la Gironde inscrits à l’inventaire national des monuments historiques sont recensés ci-après :
- Pont de Pierre - Bordeaux - XIXe siècle
- Passerelle Eiffel - Bordeaux - XIXe siècle
- Pont de la Bassanne - Pondaurat - XIIIe siècle ; XIVe siècle
- Pont transbordeur de Bordeaux
- Pont de pierre de Libourne

## Voies ferrées
- Pont ferroviaire LGV de Cubzac
- Pont ferroviaire de Cubzac
- Pont ferroviaire de Bordeaux
- Viaduc d'Arveyres
- Pont ferroviaire de Langon